# Hans Litten
Hans Achim Litten (Halle, 19 juni 1903 – Dachau, 5 februari 1938) was een Duitse jurist die de opponenten van de nazi's vertegenwoordigde bij belangrijke rechtszaken van 1929 tot 1932. 

## Biografie
Ten tijde van de Weimarrepubliek verdedigde Litten de rechten van arbeiders. Tijdens een zaak in 1931 dagvaardde hij Adolf Hitler als getuige, waarbij hij Hitler drie uur lang ondervroeg. Hitler was dusdanig van streek door deze ervaring dat hij jarenlang niet toestond dat Littens naam in zijn bijzijn werd genoemd. Als vergelding werd Litten gearresteerd in de nacht van de Rijksdagbrand samen met andere progressieve juristen en linksen. Litten bracht de rest van zijn leven door in het ene na het andere concentratiekamp, waarbij hij marteling en vele ondervragingen moest verduren. Na vijf jaar en een overplaatsing naar Dachau (concentratiekamp), waar zijn behandeling verslechterde en hij werd afgesloten van alle communicatie met de buitenwereld, beging hij zelfmoord. Er zijn enkele aan hem gewijde gedenktekens in Duitsland, maar Litten werd decennialang genegeerd, omdat zijn politieke ideeën niet goed pasten in enerzijds de westerse en anderzijds de communistische naoorlogse propaganda. Niet eerder dan in 2011 werd Litten uiteindelijk geportretteerd in de massamedia, toen de BBC de in Berlijn in de zomer van 1931 gesitueerde televisiefilm The Man Who Crossed Hitler uitzond.